# 39877 Deverchére
39877 Deverchére è un asteroide della fascia principale. Scoperto nel 1998, presenta un'orbita caratterizzata da un semiasse maggiore pari a 2,3797222 au e da un'eccentricità di 0,2049977, inclinata di 1,82126° rispetto all'eclittica.